# أبحاث المبيدات
ركزت مبيدات الآفات في أوائل القرن الحادي والعشرين على تطوير جزيئات تجمع بين معدلات استخدام منخفضة وتكون أكثر انتقائية وأكثر أمانًا وكسر المقاومة وفعالة من حيث التكلفة. تشمل العقبات زيادة مقاومة مبيدات الآفات وبيئة تنظيمية صارمة بشكل متزايد. تَستخدم مصادر الجزيئات الجديدة المنتجات الطبيعية، والمنافسين، والجامعات، وبائعي المواد الكيميائية، ومكتبات الكيمياء التوليفية،  الوسطاء من المشاريع في المؤشرات الأخرى والمجموعات المركبة من شركات الأدوية وصحة الحيوان.

## التاريخ
جنبًا إلى جنب مع الكيماويات الزراعية المحسنة والبذور والأسمدة والميكنة والزراعة الدقيقة، فإن حماية المحاصيل المحسنة من الأعشاب الضارة والحشرات والتهديدات الأخرى مطلوبة بشدة. مكنت التطورات التي حدثت خلال الفترة 1960-2013 الماضية من خفض معدلات الاستخدام، في حالات مبيدات أعشاب السلفونيل يوريا (5)، ومبيدات الفطريات، ومبيدات الآفات الحشرية ومبيدات الحشرات بنسبة 99٪، مع ما يصاحب ذلك من تحسينات بيئية.
انخفض معدل مقدمات الجزيئات الجديدة. ارتفعت تكاليف جلب جزيء جديد إلى السوق من 152 مليون دولار أمريكي في عام 1995 إلى 256 مليون دولار أمريكي في عام 2005، حيث ارتفع عدد المركبات التي تم تصنيعها لتقديم مقدمة جديدة للسوق من 52500 في عام 1995 إلى 140 ألفًا في عام 2005.
تضمنت تسجيلات المكونات النشطة الجديدة لدى وكالة حماية البيئة الأمريكية (EPA) خلال الفترة 1997-2010 المواد البيولوجية (B)، والمنتجات الطبيعية (NP)، والمواد الاصطناعية (S) والمشتقات الطبيعية الاصطناعية (SND). بدمج مبيدات الآفات التقليدية والمبيدات الحيوية، استحوذت المنتجات الطبيعية على غالبية التسجيلات، بنسبة 35.7 ٪، تليها المواد الاصطناعية بنسبة 30.7 ٪، والمواد البيولوجية بنسبة 27.4 ٪ والمشتقات الطبيعية الاصطناعية بنسبة 6.1 ٪.

## عملية البحث
يتم تحسين جزيئات المرشح من خلال دورة تحليل التصميم والتوليف والاختبار. بينما يتم اختبار المركبات في النهاية على المواد العضويّة المستهدفة. ومع ذلك، أصبحت الفحوصات المخبرية أكثر شيوعًا.

## المستحضرات الصيدلانية
قد تعمل الكيماويات الزراعية والمستحضرات الصيدلانية من خلال نفس العمليات. في العديد من الحالات، تتم معالجة إنزيم/مستقبل متماثل، ويمكن أن يكون مفيدًا في كلا السياقين. أحد الأمثلة على ذلك هو مضادات الفطريات تريازول أو مبيدات الفطريات. ومع ذلك، فإن البيئات الكيميائية التي تمت مواجهتها في طريقها من موقع التطبيق إلى الهدف تتطلب عمومًا خصائص فيزيائية كيميائية مختلفة، بينما تكون تكاليف الوحدة عمومًا أقل بكثير. تحتوي المواد الكيميائية الزراعية عادةً على عدد أقل من المتبرعين برابطة الهيدروجين. على سبيل المثال، أكثر من 70٪ من المبيدات الحشرية ليس لها متبرع هيدروجين، وأكثر من 90٪ من مبيدات الأعشاب تحتوي على اثنين أو أقل. المواد الكيميائية الزراعية المرغوبة لها نشاط متبقي وثبات تأثير يستمر حتى عدة أسابيع للسماح بفترات رش كبيرة. غالبية الدورات غير المتجانسة الموجودة في الكيماويات الزراعية هي عطرية غير متجانسة.

## التصميم

### التصميم المبني على الهيكل
التصميم المبني على الهيكل هو عملية متعددة التخصصات وهي جديدة نسبيًا في الكيماويات الزراعية. اعتبارًا من عام 2013، لم تكن هناك منتجات في السوق هي النتيجة المباشرة لهذا النهج. ومع ذلك، فقد استفادت برامج الاكتشاف من التصميم القائم على الهيكل، بما في ذلك مثبطات نازعة السيتالون كمبيدات فطرية لتفجير الأرز. التصميم المعتمد على الهيكل جذاب للباحثين في مجال المحاصيل بسبب العديد من هياكل البروتين في المجال العام، والتي زادت من 13600 إلى 92700 بين 200 و 2013. العديد من بلورات الكيماويات الزراعية موجودة الآن في المجال العام. هياكل العديد من القنوات الأيونية المثيرة للاهتمام هي الآن في المجال العام. على سبيل المثال، تم الإبلاغ عن التركيب البلوري لقناة كلوريد ذات بوابات غلوتامات معقدة مع الإيفرمكتين في عام 2011 ويمثل نقطة انطلاق لتصميم مبيدات حشرية جديدة. أدى هذا الهيكل إلى نموذج تجانس لقناة كلوريد ذات صلة بحمض أمينوبوتيريك (GABA) ونمط ربط للثاميدات الفوقية، فئة أخرى من مبيدات الحشرات.

### التصميم المستند إلى أجزاء
ساعدت تقنيات مثل التصميم المستند إلى الأجزاء، والفحص الافتراضي، وتسلسل الجينوم في توليد خيوط دوائية. كانت الأمثلة المنشورة للتصميم الكيميائي الزراعي القائم على الشظايا نادرة نسبيًا، على الرغم من استخدام الطريقة لتوليد مثبطات جديدة. نتج عن مزيج من التصميم القائم على شظايا السيليكو مع الهياكل البلورية للبروتينات الترابطية مركبات قابلة صناعياً. تشترك جميع المثبطات في الرأس الحربي (ميثوكسي أكريلات)، الذي تُعرف تفاعلاته وموقعه جيدًا من مبيدات الفطريات الستروبيلورين. تم ربط شظايا بالرأس الحربي لتشكيل مكتبة افتراضية.
يمكن زيادة احتمالية العثور على نظائر نشطة على أساس إصابة الشاشة من سقالة جديدة عن طريق الفحص الافتراضي. نظرًا لأن الصيدلاني للرابط المرجعي محدد جيدًا، فقد تم إنشاء مكتبة افتراضية لمثبطات مبيدات الأعشاب المحتملة لأنزيم سينثاس أنثرانيلات من خلال الحفاظ على ثبات السقالة الأساسية وإرفاق روابط مختلفة. صنفت الدرجات التي تم الحصول عليها من دراسات الالتحام هذه الجزيئات. أظهرت المركبات الجديدة الناتجة معدل إصابة أولية بنسبة 10.9٪، وهو أعلى بكثير من معدل الفحص التقليدي عالي الإنتاجية. أدوات أخرى مثل الشكل ثلاثي الأبعاد (ثري دي)، أو التشابه من نوع الذرة، أو بصمات أصابع الاتصال الممتد ثنائية الأبعاد، تسترد أيضًا الجزيئات ذات الأهمية من قاعدة البيانات بمعدل نجاح مفيد. يتم أيضًا تحقيق التنقل بين السقالات بكفاءة من خلال الفحص الافتراضي، حيث توفر المتغيرات ثنائية وثلاثية الأبعاد أفضل النتائج.
زودت تقنيات تسلسل الجينوم أو الضربة القاضية للجينات أو تقنيات الضربة القاضية المضادة للدلالة علماء الكيمياء الزراعية بطريقة للتحقق من صحة الأهداف البيوكيميائية الجديدة المحتملة. ومع ذلك، فإن الجينات مثل جينات الفوعة ليست ضرورية للكائن الحي والعديد من الأهداف المحتملة تفتقر إلى مثبطات معروفة. تتضمن أمثلة هذا الإجراء البحث عن مركبات مبيدات أعشاب جديدة من نانميفالونيت، مثل اكتشاف مثبطات جديدة لـ 2-سي-ميثيل-دي-إريثيرول 4-فوسفات السيتيدليلترانسفيراز مع أفضل تعبير عن تركيز مثبط نصف الحد الأقصى (تركيز المادة الموافق للتثبيط النصفي) 140 نانومتر في الدفيئة عند 3 كيلوغرام لكل هكتار (2.7 رطل/acre). بفضل البنية البلورية للأشعة السينية لرشاد أذن الفأر، تم تبلور إنزيم IspD مع المانع، وتم تصميم مثبط أكثر فعالية مع آي سي 50 من 35 نانومتر. تم العثور أيضًا على مثبطات الميتوكوندريا سيرين هيدروكسي ميثيل ترانسفيراز. تم اختبار ثلاثمائة ألف مركب ضد إنزيم سيرين هيدروكسي ميثيل ترانسفيراز، مما أدى إلى إنتاج 24 إصابة. من بين تلك النتائج، تم اتباع فئة فرعية مع فحص في الجسم الحي وتم ترقية المركبات إلى التجارب الميدانية.

## المنشطات النباتيّة
المنشطات النباتية هي مركبات تنشط الجهاز المناعي للنبات استجابة لغزو مسببات الأمراض. يلعبون دورًا مهمًا في بقاء المحاصيل. على عكس مبيدات الآفات، فإن المنشطات النباتية ليست محددة الممرض ولا تتأثر بمقاومة الأدوية، مما يجعلها مثالية للاستخدام في الزراعة. يستخدم مزارعو الأرز الرطب في جميع أنحاء شرق آسيا المنشطات النباتية كوسيلة مستدامة لتعزيز صحة المحاصيل. غالبًا ما يرتبط تنشيط استجابات النبات بتوقف النمو وانخفاض المحصول لأسباب لا تزال غير واضحة. الآليات الجزيئية التي تحكم منشطات النبات غير معروفة إلى حد كبير.
يمكن للفحص أن يميز المركبات التي تحفز بشكل مستقل الاستجابات المناعية عن تلك التي تفعل ذلك حصريًا في وجود بعض مسببات الأمراض. يمكن أن تكون المنشطات المستقلة سامة للخلايا. البعض الآخر يعزز المقاومة فقط في وجود مسببات الأمراض. في عام 2012، خمسة منشطات قامت بالحماية من بكتيريا زائفة عن طريق تهيئة الاستجابة المناعية دون تنشيط الجينات الدفاعية بشكل مباشر. تمنع المركبات اثنين من الإنزيمات التي تعمل على تعطيل هرمون الدفاع حمض الساليسيليك مما يوفر مقاومة معززة للأمراض.